# Gauliga Ostpreußen 1940/41
De Gauliga Ostpreußen 1940/41 was het achtste voetbalkampioenschap van de Gauliga Ostpreußen.
VfB Königsberg werd kampioen en plaatste zich voor de eindronde om de Duitse landstitel, waar de club in de groepsfase uitgeschakeld werd. Een aantal clubs werd overgeheveld naar de nieuwe Gauliga Danzig-Westpreußen.

## Eindstand
| Plaats | Club                          | Wed.           | W              | G              | V              | Saldo          | Ptn.           |
| ------ | ----------------------------- | -------------- | -------------- | -------------- | -------------- | -------------- | -------------- |
| 1.     | VfB Königsberg                | 12             | 10             | 2              | 0              | 49:7           | 22:2           |
| 2.     | SV Preußen Mielau             | 12             | 9              | 1              | 2              | 48:12          | 19:5           |
| 3.     | LSV Richthofen Neukuhren      | 12             | 8              | 2              | 2              | 51:15          | 18:6           |
| 4.     | SV Prussia-Samland Königsberg | 12             | 6              | 1              | 5              | 21:19          | 13:11          |
| 5.     | Reichsbahn SG Königsberg      | 12             | 4              | 0              | 8              | 19:30          | 8:16           |
| 6.     | SV 05 Insterburg              | 12             | 2              | 0              | 10             | 15:53          | 4:20           |
| 7.     | VfB Freya Memel               | 12             | 0              | 0              | 12             | 6:63           | 0:24           |
| 8.     | Rasensport-Preußen Königsberg | Teruggetrokken | Teruggetrokken | Teruggetrokken | Teruggetrokken | Teruggetrokken | Teruggetrokken |

|  | Kampioen                       |
|  | Trok zich na dit seizoen terug |
|  | Degradatie                     |